# Championnat du monde d'échecs de parties rapides
Pour les articles homonymes, voir Championnat du monde d'échecs (homonymie).

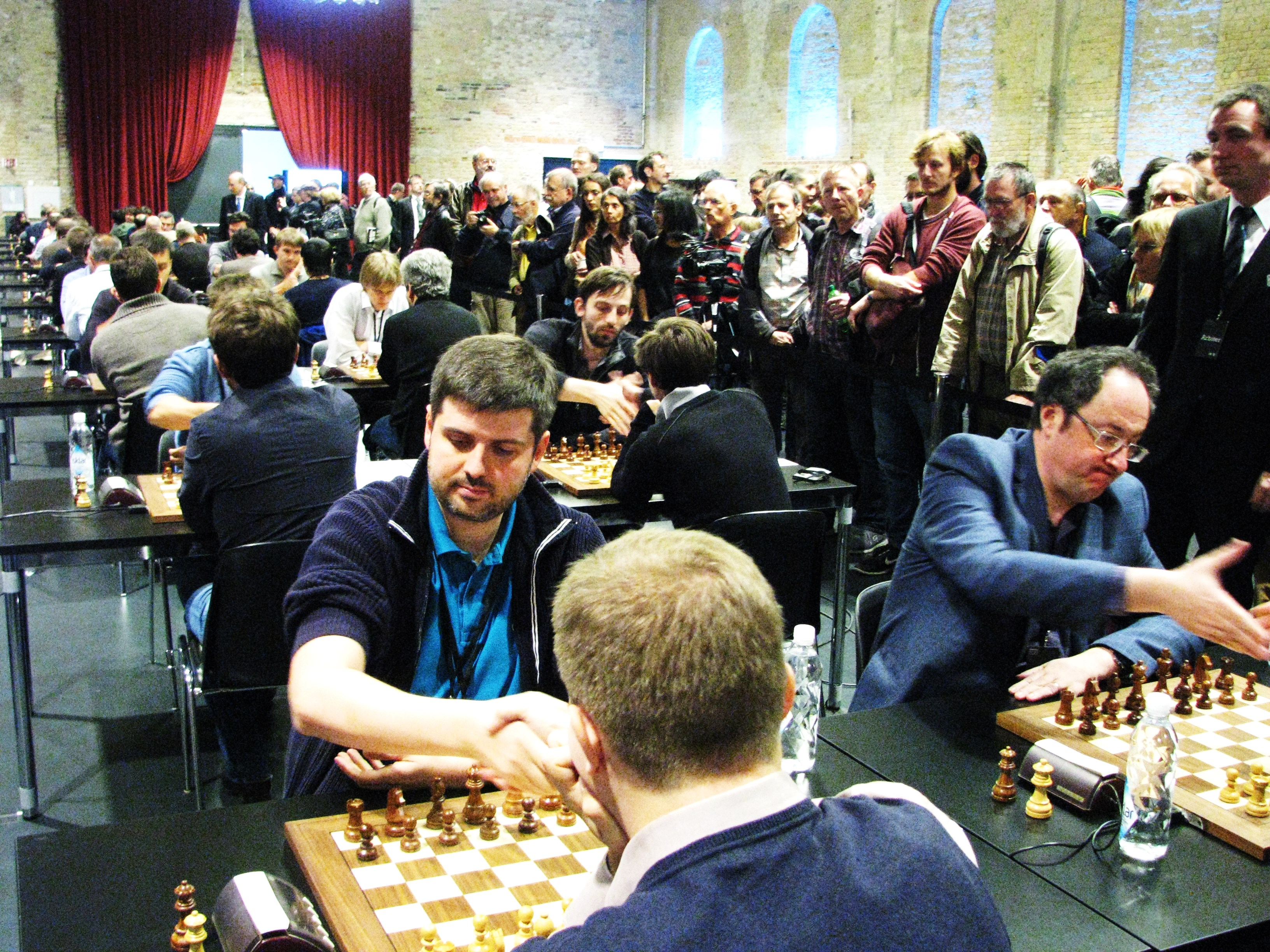
Le Championnat du monde de parties rapides de 2015.

Le Championnat du monde d'échecs de parties rapides est une compétition d'échecs qui désigne le champion du monde de parties rapides (de dix à soixante minutes par joueur). Il est organisé par la fédération internationale des échecs (FIDE) d'abord en 2003, puis chaque année depuis 2012.
Dans ce championnat de parties rapides, les joueurs disposent de  15 minutes plus 10 secondes de rajout par coup.
Il ne doit pas être confondu avec le championnat du monde de blitz qui se déroule souvent sur le même lieu, juste après le tournoi rapide. 
Selon la définition de la FIDE, dans une partie rapide, chaque joueur dispose d'une durée de réflexion d'au moins dix minutes (le minimum était de quinze minutes avant juillet 2014) et d'au plus 60 minutes (temps réglementaire plus 60 incréments).

## Championnats et coupes du monde organisés par la FIDE

### De 1988 à 2003

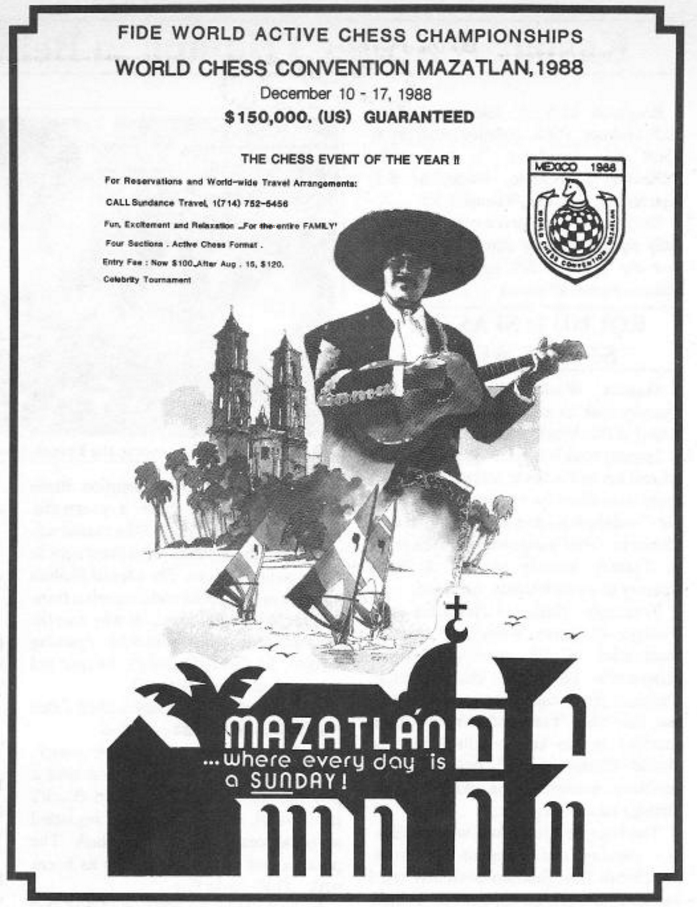
Championnat du monde d'Active Chess en 1988 au Mexique.

En décembre 1988, la  FIDE organisa le championnat du monde Active Chess (30 minutes pour toute la partie) à Mazattan au Mexique. Le tournoi était un système suisse en 13 rondes suivi d'un tournoi à élimination directe entre les huit premiers. En l'absence de Garry Kasparov, le tournoi fut remporté par Anatoli Karpov qui fit match nul en finale contre Viktor Gavrikov et devint champion du monde grâce à un meilleur départage lors des matchs à élimination directe,.
Du 21 au 25 mars 2001, la FIDE et la Fédération française d'échecs organisèrent la « coupe du monde de parties rapides » à Cannes qui fut remportée par Garry Kasparov, vainqueur en finale de Bareïev. Le tournoi avait lieu en même temps que le tournoi Amber, donc de nombreux joueurs de premier plan étaient absents (dont Anand et Kramnik). Mais Grichtchouk, Morozevitch, Svidler, J. Polgar participaient ainsi que les meilleurs joueurs français (Lautier, Bacrot, Tkachiev et Bauer). Le tournoi était composé de deux tournois préliminaires de huit joueurs, suivis de quarts de finale, demi-finales et finale.
Du 3 au 8 avril 2002, 32 joueurs participèrent à la coupe du monde rapide de la FIDE à Dubaï. Dans ce tournoi à élimination directe avec matchs de classements, Leko battit Grichtchouk en finale ; Chirov battit Kiril Georgiev dans le match pour la troisième place ; Karpov (cinquième au classement général) fut battu en quart de finale par Kiril Georgiev ; Anand (9e) fut battu en huitième de finale par Azmaiparashvili et Ivantchouk (14e) perdit en huitième de finale face à Étienne Bacrot (huitième au classement général).
Le premier championnat du monde de parties rapides organisé par la FIDE au Cap d'Agde dans le sud de la France était un tournoi avec deux poules qualificatives puis une phase éliminatoires. Parmi les douze meilleurs joueurs du monde, seul Garry Kasparov était absent.
| Année | Dates          | Lieu       | Champion          | Fédération       | Marque                    | Deuxième (finaliste)                | Troisième et quatrième (demi-finalistes)              | Joueurs |
| ----- | -------------- | ---------- | ----------------- | ---------------- | ------------------------- | ----------------------------------- | ----------------------------------------------------- | ------- |
| 1988  | 10-17 décembre | Mazatlán   | Anatoli Karpov    | Union soviétique | 9 / 13 puis 5-5 en finale | Viktor Gavrikov (ex æquo en finale) | Jaan Ehlvest Vladimir Toukmakov                       | 61      |
| 2001  | 21-25 mars     | Cannes     | Garry Kasparov    | Russie           | 1,5-0,5 en finale         | Evgueni Bareïev (finaliste)         | Aleksandr Grichtchouk Judit Polgár (demi-finalistes)  | 16      |
| 2002  | 3-8 avril      | Dubaï      | Péter Lékó        | Hongrie          | 3 -2 en finale            | Aleksandr Grichtchouk (finaliste)   | Alexeï Chirov (3e) Kiril Georgiev (demi-finalistes)   | 32      |
| 2003  | 23-30 octobre  | Cap d'Agde | Viswanathan Anand | Inde             | 1,5-0,5 en finale         | Vladimir Kramnik (finaliste)        | Aleksandr Grichtchouk Peter Svidler (demi-finalistes) | 16      |

### Depuis 2012
Le championnat suivant ne fut organisé qu'en 2012 et depuis les tournois sont organisés tous les ans. Ils sont disputés sur trois jours et quinze rondes (treize rondes en 2021). Le championnat de 2012 était un tournoi toutes rondes avec seize joueurs. Les tournois suivants sont des systèmes suisses. 
En juin 2013, les meilleurs joueurs du monde (Carlsen, Kramnik, Aronian, Hikaru, Topalov, Caruana, Kariakine, Anand, Guelfand, Svidler et Adams) étaient absents. Grichtchouk et Mamedyarov furent les participants les mieux classés.
Initialement prévu en Arabie Saoudite, les championnats du monde de parties d'échecs rapides et de blitz 2018 sont déplacés à Saint-Pétersbourg, en Russie, du 25 au 31 décembre 2018, à la suite de l'assassinat du journaliste Jamal Khashoggi.
| Édition Année                                             | Édition Année | Dates          | Lieu              | Champion                                | Fédération  | Marque (/ 15) | Deuxième                       | Troisième(s)                                               | Joueurs |
| --------------------------------------------------------- | ------------- | -------------- | ----------------- | --------------------------------------- | ----------- | ------------- | ------------------------------ | ---------------------------------------------------------- | ------- |
| 1                                                         | 2012          | 6-8 juillet    | Astana            | Sergueï Kariakine                       | Russie      | 11,5          | Magnus Carlsen                 | Veselin Topalov (3e) Shakhriyar Mamedyarov                 | 16      |
| 2                                                         | 2013          | 6-8 juin       | Khanty-Mansiïsk   | Shakhriyar Mamedyarov                   | Azerbaïdjan | 11,5          | Ian Nepomniachtchi             | Aleksandr Grichtchouk                                      | 58      |
| 3                                                         | 2014          | 16-18 juin     | Dubaï             | Magnus Carlsen                          | Norvège     | 11            | Fabiano Caruana (2e-5e)        | Viswanathan Anand (3e) Levon Aronian Aleksandr Morozevitch | 113     |
| 4                                                         | 2015          | 10-12 octobre  | Berlin            | Magnus Carlsen                          | Norvège     | 11,5          | Ian Nepomniachtchi (2e-4e)     | Teimour Radjabov (3e) Leiner Dominguez                     | 158     |
| 5                                                         | 2016          | 26-28 décembre | Doha              | Vassili Ivantchouk (au départage)       | Ukraine     | 11            | Aleksandr Grichtchouk (1er-3e) | Magnus Carlsen (1er-3e)                                    | 106     |
| 6                                                         | 2017          | 26-28 décembre | Riyad             | Viswanathan Anand (après départage)     | Inde        | 10,5          | Vladimir Fedosseïev (1er-3e)   | Ian Nepomniachtchi (1er-3e)                                | 134     |
| 7                                                         | 2018          | 26-28 décembre | Saint-Pétersbourg | Daniil Doubov                           | Russie      | 11            | Shakhriyar Mamedyarov (2e-5e)  | Hikaru Nakamura                                            | 204     |
| 8                                                         | 2019          | 26-28 décembre | Moscou            | Magnus Carlsen                          | Norvège     | 11,5          | Alireza Firouzja (2e-4e)       | Hikaru Nakamura (3e) Vladislav Artemiev                    | 204     |
| Édition 2020 non tenue à cause de la pandémie de COVID-19 |               |                |                   |                                         |             |               |                                |                                                            |         |
| 9                                                         | 2021          | 26-28 décembre | Varsovie          | Nodirbek Abdusattorov (après départage) | Ouzbékistan | 9,5 / 13      | Ian Nepomniachtchi (1er-4e)    | Magnus Carlsen (3e) Fabiano Caruana                        | 176     |
| 10                                                        | 2022          | 26-28 décembre | Almaty            | Magnus Carlsen                          | Norvège     | 10 / 13       | Vincent Keymer (2e-3e)         | Fabiano Caruana (2e-3e)                                    | 178     |
| 11                                                        | 2023          | 26-28 décembre | Samarcande        | Magnus Carlsen                          | Norvège     | 10 / 13       | Vladimir Fedosseïev            | Yu Yangyi (3e-14e)                                         | 202     |
| 12                                                        | 2024          | 26-28 décembre | New York          | Volodar Mourzine                        | FIDE        | 10 / 13       | Aleksandr Grichtchouk (2e-3e)  | Ian Nepomniachtchi (2e-3e)                                 | 180     |

## Championnats du monde féminins de parties rapides
Le premier championnat du monde féminin de parties rapides fut organisé par la FIDE en 1992 à Budapest en Hongrie et remporté par Susan Polgar.
En 2012, la FIDE organisa un nouveau championnat du monde féminin qui fut remporté par la Bulgare Antoaneta Stefanova.
Le championnat du monde féminin de parties rapides de 2014 à Khanty-Mansiïsk fut remporté par l'Ukrainienne Kateryna Lagno au départage devant Alexandra Kosteniouk.
En 2016, Anna Mouzytchouk a remporté le championnat du monde rapide au Qatar avec 9,5 points sur 12 devant Alexandra Kosteniouk (8,5/12) et Nana Dzagnidzé (8/12).
En 2017, Ju Wenjun remporte le championnat du monde féminin à Riyad. Elle conserve son titre en 2018 à Saint-Pétersbourg avec 10 points sur 12 (+8, =4).
Le championnat du monde 2019 est remporté par Humpy Koneru avec 9 points sur 12 après un départage en blitz contre Lei Tingjie.
| Année                                                     | Dates           | Lieu              | Champion                               | Fédération | Deuxième              | Troisième(s)                                                                | Joueuses |
| --------------------------------------------------------- | --------------- | ----------------- | -------------------------------------- | ---------- | --------------------- | --------------------------------------------------------------------------- | -------- |
| 2012                                                      | 30 mai - 3 juin | Batoumi           | Antoaneta Stefanova                    | Bulgarie   | Alexandra Kosteniouk  | Humpy Koneru (3e) Kateryna Lagno                                            | 50       |
| 2014                                                      | 23-25 avril     | Khanty-Mansiïsk   | Kateryna Lagno                         | Ukraine    | Alexandra Kosteniouk  | Olga Guiria                                                                 | 23       |
| 2016                                                      | 26-28 décembre  | Doha              | Anna Mouzytchouk                       | Ukraine    | Alexandra Kosteniouk  | Nana Dzagnidzé                                                              |          |
| 2017                                                      | 26-28 décembre  | Riyad             | Ju Wenjun                              | Chine      | Lei Tingjie           | Elisabeth Pähtz                                                             |          |
| 2018                                                      | 26-28 décembre  | Saint-Pétersbourg | Ju Wenjun                              | Chine      | Sarah Khademalsharieh | Aleksandra Goriatchkina                                                     |          |
| 2019                                                      | 26-28 décembre  | Moscou            | Humpy Koneru (après départage)         | Inde       | Lei Tingjie           | Ekaterina Atalik                                                            |          |
| Édition 2020 non tenue à cause de la pandémie de COVID-19 |                 |                   |                                        |            |                       |                                                                             |          |
| 2021                                                      | 26-28 décembre  | Varsovie          | Alexandra Kosteniouk                   | Russie     | Bibisara Assaubayeva  | Valentina Gounina (3e) Kateryna Lagno                                       | 103      |
| 2022                                                      | 26-28 décembre  | Almaty            | Tan Zhongyi (après départage)          | Chine      | Dinara Saduakassova   | Savitha Shri B (3e) Aleksandra Goriatchkina Zhansaya Abdumalik Humpy Koneru | 98       |
| 2023                                                      | 26-28 décembre  | Samarcande        | Anastassia Bodnarouk (après départage) | FIDE       | Humpy Koneru          | Lei Tingjie                                                                 | 117      |
| 2024                                                      | 26-28 décembre  | New York          | Humpy Koneru                           | Inde       | Ju Wenjun             | Kateryna Lagno                                                              | 110      |

## Championnats rapides non officiels

### Trophée Eurotel (2002)
En 2002, la société Online World Chess organisa à Prague le tournoi Eurotel. Le tournoi à élimination directe opposait 32 joueurs en matchs de deux parties rapides (25 minutes par joueur) avec départages en blitz. Les prix, qui totalisaient 500 000 dollars américains, attirèrent, du 27 avril au 5 mai 2002, quinze des 16 meilleurs joueurs du monde (Ponomariov était absent) : Kasparov, Kramnik, Anand, Topalov, Adams, Bareïev, Morozevitch, Ivantchouk, Guelfand, Leko, Chirov, Grichtchouk, Khalifman, Karpov, Svidler, ainsi que J. Polgar et Short. 
Le tournoi fut remporté par Anand qui élimina Timman, puis Khalifman, I. Sokolov, Ivantchouk en demi-finale (après départages) et Karpov en finale.
Kasparov fut éliminé au troisième tour (quart de finale) par Ivantchouk. Karpov parvint en finale en battant Short, puis Kramnik au deuxième tour, Morozevitch en quart de finale, Chirov en demi-finale avant de perdre la finale face à Anand.

### Championnats du monde Grenkeleasing à Mayence
| Année | Vainqueur         | Fédération | Marque    | Deuxième                       | Troisième(s)                                                                 | Quatrième                                                                    | Joueurs                                      |
| ----- | ----------------- | ---------- | --------- | ------------------------------ | ---------------------------------------------------------------------------- | ---------------------------------------------------------------------------- | -------------------------------------------- |
| 2007  | Viswanathan Anand | Inde       | 2,5 - 1,5 | Levon Aronian (finaliste)      | Rustam Qosimjonov et Étienne Bacrot (égalité dans le match pour la 3e place) | Rustam Qosimjonov et Étienne Bacrot (égalité dans le match pour la 3e place) | 4 joueurs (tournoi à deux tours puis finale) |
| 2008  | Viswanathan Anand | Inde       | 3 - 1     | Magnus Carlsen (finaliste)     | Aleksandr Morozevitch                                                        | Judit Polgar                                                                 | 4 joueurs (tournoi à deux tours puis finale) |
| 2009  | Levon Aronian     | Arménie    | 3 - 1     | Ian Nepomniachtchi (finaliste) | Viswanathan Anand                                                            | Arkadij Naiditsch                                                            | 4 joueurs (tournoi à deux tours puis finale) |
| 2010  | Gata Kamsky       | États-Unis | 10 / 11   | Vugar Gashimov (9,5 / 11)      | Levon Aronian (9,5 / 11)                                                     | Ievgueni Bareïev (9,5 / 11)                                                  | 701 joueurs (système suisse)                 |

### SportAccord World Mind Games à Pékin
- 2011 : victoire de Zoltán Almási devant Maxime Vachier-Lagrave et Vugar Gashimov.
- 2012 : victoire de Laurent Fressinet devant Hikaru Nakamura, Aleksandr Grichtchouk, Ding Liren, Teimour Radjabov, Aleksandr Morozevitch, Péter Lékó, Wang Hao, Baadur Jobava, Gata Kamsky, Anish Giri, Sergueï Kariakine, Levon Aronian, Vassili Ivantchouk, Shakhriyar Mamedyarov et Viktor Bologan[21].
- 2013 : victoire de Wang Yue devant Péter Lékó, Aleksandr Grichtchouk, Lenier Dominguez, Shakhriyar Mamedyarov, Ian Nepomniachtchi, Wang Hao et Sergueï Kariakine[22].
- 2014 : victoire de Ian Nepomniachtchi  devant Teimour Radjabov et Maxime Vachier-Lagrave.